# Collegio di Havant
Havant è un collegio elettorale inglese situato nell'Hampshire rappresentato alla camera dei Comuni del parlamento del Regno Unito. Elegge un membro del parlamento con il sistema maggioritario a turno unico; l'attuale parlamentare è Alan Mak del Partito Conservatore, che rappresenta il collegio dal 2015.

## Estensione
- 1983-1997: i ward del borgo di Havant di Barncroft, Battins, Bedhampton, Bondfields, Cowplain, Emsworth, Hart Plain, Hayling East, Hayling West, St Faith's, Warren Park e Waterloo.
- dal 1997: i ward del borgo di Havant di Barncroft, Battins, Bedhampton, Bondfields, Emsworth, Hayling East, Hayling West, Purbrook, St Faith's, Stakes e Warren Park.

Il collegio comprende gran parte del borgo di Havant, nell'Hampshire, oltre alla città di Havant stessa. Include anche la città di Emsworth.

## Membri del parlamento
| Elezione | Elezione       | Deputato  | Partito      |
| -------- | -------------- | --------- | ------------ |
|          | 1983           | Ian Lloyd | Conservatore |
| 1992     | David Willetts |           | Conservatore |
| 2015     | Alan Mak       |           | Conservatore |

## Elezioni

### Elezioni negli anni 2020
| Partito                    | Partito                                   | Candidato                  | Risultati 4 luglio 2024 | Risultati 4 luglio 2024 |
| Partito                    | Partito                                   | Candidato                  | Voti                    | %                       |
| -------------------------- | ----------------------------------------- | -------------------------- | ----------------------- | ----------------------- |
|                            | Conservatore                              | Alan Mak                   | 12 986                  | 30,78                   |
|                            | Laburista                                 | Stefanie Harvey            | 12 894                  | 30,56                   |
|                            | Reform UK                                 | John Perry                 | 9 959                   | 23,61                   |
|                            | Lib Dem                                   | Gayathri Sathyanath        | 3 275                   | 7,76                    |
|                            | Verde                                     | Jeanette Shepherd          | 2 861                   | 6,78                    |
|                            | Workers                                   | Jennifer Alemanno          | 211                     | 0,50                    |
|                            |                                           |                            |                         |                         |
| Iscritti                   | Iscritti                                  | Iscritti                   | 72 346                  | 100,00                  |
| ↳ Votanti (% su iscritti)  | ↳ Votanti (% su iscritti)                 | ↳ Votanti (% su iscritti)  | 42 186                  | 58,31                   |
| ↳ Astenuti (% su iscritti) | ↳ Astenuti (% su iscritti)                | ↳ Astenuti (% su iscritti) | 30 160                  | 41,69                   |
|                            |                                           |                            |                         |                         |
|                            | Esito: collegio confermato a Conservatore |                            |                         |                         |

### Elezioni negli anni 2010
| Partito                    | Partito                                   | Candidato                  | Risultati 12 dicembre 2019 | Risultati 12 dicembre 2019 |
| Partito                    | Partito                                   | Candidato                  | Voti                       | %                          |
| -------------------------- | ----------------------------------------- | -------------------------- | -------------------------- | -------------------------- |
|                            | Conservatore                              | Alan Mak                   | 30 051                     | 65,39                      |
|                            | Laburista                                 | Rosamund Knight            | 8 259                      | 17,97                      |
|                            | Lib Dem                                   | John Colman                | 5 708                      | 12,42                      |
|                            | Verdi                                     | John Perry                 | 1 597                      | 3,47                       |
|                            | SDP                                       | Alan Black                 | 344                        | 0,75                       |
|                            |                                           |                            |                            |                            |
| Iscritti                   | Iscritti                                  | Iscritti                   | 72 130                     | 100,00                     |
| ↳ Votanti (% su iscritti)  | ↳ Votanti (% su iscritti)                 | ↳ Votanti (% su iscritti)  | 45 959                     | 63,72                      |
| ↳ Astenuti (% su iscritti) | ↳ Astenuti (% su iscritti)                | ↳ Astenuti (% su iscritti) | 26 171                     | 36,28                      |
|                            |                                           |                            |                            |                            |
|                            | Esito: collegio confermato a Conservatore |                            |                            |                            |

| Partito                    | Partito                                   | Candidato                  | Risultati 8 giugno 2017 | Risultati 8 giugno 2017 |
| Partito                    | Partito                                   | Candidato                  | Voti                    | %                       |
| -------------------------- | ----------------------------------------- | -------------------------- | ----------------------- | ----------------------- |
|                            | Conservatore                              | Alan Mak                   | 27 676                  | 59,76                   |
|                            | Laburista                                 | Graham Giles               | 11 720                  | 25,31                   |
|                            | Lib Dem                                   | Paul Gray                  | 2 801                   | 6,05                    |
|                            | UKIP                                      | John Perry                 | 2 011                   | 4,34                    |
|                            | Verdi                                     | Tim Dawes                  | 1 122                   | 2,42                    |
|                            | Indipendente                              | Ann Buckley                | 984                     | 2,12                    |
|                            |                                           |                            |                         |                         |
| Iscritti                   | Iscritti                                  | Iscritti                   | 72 611                  | 100,00                  |
| ↳ Votanti (% su iscritti)  | ↳ Votanti (% su iscritti)                 | ↳ Votanti (% su iscritti)  | 46 399                  | 63,90                   |
| ↳ Astenuti (% su iscritti) | ↳ Astenuti (% su iscritti)                | ↳ Astenuti (% su iscritti) | 26 212                  | 36,10                   |
|                            |                                           |                            |                         |                         |
|                            | Esito: collegio confermato a Conservatore |                            |                         |                         |

| Partito                    | Partito                                   | Candidato                  | Risultati 7 maggio 2015 | Risultati 7 maggio 2015 |
| Partito                    | Partito                                   | Candidato                  | Voti                    | %                       |
| -------------------------- | ----------------------------------------- | -------------------------- | ----------------------- | ----------------------- |
|                            | Conservatore                              | Alan Mak                   | 23 159                  | 51,66                   |
|                            | UKIP                                      | John Perry                 | 9 239                   | 20,61                   |
|                            | Laburista                                 | Graham Giles               | 7 149                   | 15,95                   |
|                            | Lib Dem                                   | Steve Sollitt              | 2 929                   | 6,53                    |
|                            | Verdi                                     | Tim Dawes                  | 2 352                   | 5,25                    |
|                            |                                           |                            |                         |                         |
| Iscritti                   | Iscritti                                  | Iscritti                   | 70 595                  | 100,00                  |
| ↳ Votanti (% su iscritti)  | ↳ Votanti (% su iscritti)                 | ↳ Votanti (% su iscritti)  | 44 828                  | 63,50                   |
| ↳ Astenuti (% su iscritti) | ↳ Astenuti (% su iscritti)                | ↳ Astenuti (% su iscritti) | 25 767                  | 36,50                   |
|                            |                                           |                            |                         |                         |
|                            | Esito: collegio confermato a Conservatore |                            |                         |                         |

| Partito                    | Partito                                           | Candidato                  | Risultati 6 maggio 2010 | Risultati 6 maggio 2010 |
| Partito                    | Partito                                           | Candidato                  | Voti                    | %                       |
| -------------------------- | ------------------------------------------------- | -------------------------- | ----------------------- | ----------------------- |
|                            | Conservatore                                      | David Willetts             | 22 433                  | 51,10                   |
|                            | Lib Dem                                           | Alex Payton                | 10 273                  | 23,40                   |
|                            | Laburista                                         | Robert Smith               | 7 777                   | 17,71                   |
|                            | UKIP                                              | Gary Kerrin                | 2 611                   | 5,95                    |
|                            | Democratici                                       | Fungus Addams              | 809                     | 1,84                    |
|                            |                                                   |                            |                         |                         |
| Iscritti                   | Iscritti                                          | Iscritti                   | 68 401                  | 100,00                  |
| ↳ Votanti (% su iscritti)  | ↳ Votanti (% su iscritti)                         | ↳ Votanti (% su iscritti)  | 43 903                  | 64,18                   |
| ↳ Astenuti (% su iscritti) | ↳ Astenuti (% su iscritti)                        | ↳ Astenuti (% su iscritti) | 24 498                  | 35,82                   |
|                            |                                                   |                            |                         |                         |
|                            | Esito: collegio passa da Laburista a Conservatore |                            |                         |                         |

### Elezioni negli anni 2000
| Partito                    | Partito                                   | Candidato                  | Risultati 5 maggio 2005 | Risultati 5 maggio 2005 |
| Partito                    | Partito                                   | Candidato                  | Voti                    | %                       |
| -------------------------- | ----------------------------------------- | -------------------------- | ----------------------- | ----------------------- |
|                            | Conservatore                              | David Willetts             | 18 370                  | 44,42                   |
|                            | Laburista                                 | Sarah Bogle                | 11 862                  | 28,69                   |
|                            | Lib Dem                                   | Alexander Bentley          | 8 358                   | 20,21                   |
|                            | Verdi                                     | Timothy Dawes              | 1 006                   | 2,43                    |
|                            | UKIP                                      | Stephen Harris             | 998                     | 2,41                    |
|                            | BNP                                       | Ian Johnson                | 562                     | 1,36                    |
|                            | Veritas                                   | Russell Thomas             | 195                     | 0,47                    |
|                            |                                           |                            |                         |                         |
| Iscritti                   | Iscritti                                  | Iscritti                   | 68 575                  | 100,00                  |
| ↳ Votanti (% su iscritti)  | ↳ Votanti (% su iscritti)                 | ↳ Votanti (% su iscritti)  | 41 351                  | 60,30                   |
| ↳ Astenuti (% su iscritti) | ↳ Astenuti (% su iscritti)                | ↳ Astenuti (% su iscritti) | 27 224                  | 39,70                   |
|                            |                                           |                            |                         |                         |
|                            | Esito: collegio confermato a Conservatore |                            |                         |                         |

| Partito                    | Partito                                   | Candidato                  | Risultati 7 giugno 2001 | Risultati 7 giugno 2001 |
| Partito                    | Partito                                   | Candidato                  | Voti                    | %                       |
| -------------------------- | ----------------------------------------- | -------------------------- | ----------------------- | ----------------------- |
|                            | Conservatore                              | David Willetts             | 17 769                  | 43,94                   |
|                            | Laburista                                 | Peter Guthrie              | 13 562                  | 33,54                   |
|                            | Lib Dem                                   | Catherine Cole             | 7 508                   | 18,57                   |
|                            | Verdi                                     | Kevin Jacks                | 793                     | 1,96                    |
|                            | UKIP                                      | Timothy Cuell              | 561                     | 1,39                    |
|                            | Indipendente                              | Roy Stanley                | 244                     | 0,60                    |
|                            |                                           |                            |                         |                         |
| Iscritti                   | Iscritti                                  | Iscritti                   | 70 203                  | 100,00                  |
| ↳ Votanti (% su iscritti)  | ↳ Votanti (% su iscritti)                 | ↳ Votanti (% su iscritti)  | 40 437                  | 57,60                   |
| ↳ Astenuti (% su iscritti) | ↳ Astenuti (% su iscritti)                | ↳ Astenuti (% su iscritti) | 29 766                  | 42,40                   |
|                            |                                           |                            |                         |                         |
|                            | Esito: collegio confermato a Conservatore |                            |                         |                         |

## Risultati dei referendum

### Referendum sulla permanenza del Regno Unito nell'Unione europea del 2016
|             | Collegio | Lasciare UE % | Rimanere in UE % |
| ----------- | -------- | ------------- | ---------------- |
|             | Havant   | 62,4%         | 37,6%            |
| Inghilterra | 53,3%    | 46,7%         |                  |
| Regno Unito | 51,9%    | 48,1%         |                  |